# Батлер, Лоуренс (бейсболист)
Лоуренс Эван Батлер (англ. Lawrence Evan Butler; 10 июля 2000, Берлингтон, Нью-Джерси) — американский бейсболист, аутфилдер клуба Главной лиги бейсбола «Окленд Атлетикс».

## Биография
Лоуренс Батлер родился 10 июля 2000 года в Берлингтоне в штате Нью-Джерси. Окончил старшую школу Уэстлейк в Атланте в Джорджии. В детстве участвовал в турнире Бейсбольной ассоциации Маркиза Гриссома и нескольких программах для талантливых спортсменов. На драфте Главной лиги бейсбола клуб «Окленд Атлетикс» выбрал его в шестом раунде. На тот момент он характеризовался как атлетичный и талантливый игрок со скоростью выше среднего уровня, способный сыграть на первой базе и в аутфилде, но требующий времени для развития.
Профессиональную карьеру начал осенью 2018 года в дочерней команде «Атлетикс» в Аризонской лиге. К 2022 году продвинулся в фарм-системе клуба до уровня High-A лиги, где играл в составе «Лансинг Лагнатс». Часть сезона того же года он пропустил из-за травмы локтя. Весной 2023 года Батлер принимал участие в предсезонных сборах с основным составом «Окленда», после чего был отправлен в фарм-команду AA-лиги «Мидленд Рокхаундс». По ходу чемпионата его перевели в клуб AAA-лиги «Лас-Вегас Эвиэйторс», а 11 августа вызвали в команду Главной лиги бейсбола. В младших лигах в 2023 году Батлер суммарно провёл 89 игр, отбивая с показателем 28,4 % с 15 хоум-ранами и 70 RBI. До конца сезона он принял участие в 42 матчах «Окленда», выбив 26 хитов.